# IrcII
ircII ist ein freier und quelloffener IRC- und ICB-Client für Unix, der in C geschrieben ist. Seine erste Version geht in die späten 1980er Jahre, die Anfangszeiten des IRC, zurück; somit ist er der älteste immer noch aktiv weiterentwickelte IRC-Client. Er unterstützt in der neuesten Version IPv6, UTF-8, SSL und CAST 128-Verschlüsselung, besitzt aber nur ein reines Textinterface. Mehrere Clients wie BitchX, EPIC und ScrollZ bauen auf dem ursprünglichen ircII auf.